# Roy Webb
Roy Webb (* 3. Oktober 1888 in New York, New York; † 10. Dezember 1982 in Santa Monica, Kalifornien) war ein US-amerikanischer Filmkomponist.

## Leben
Roy Webb, der jüngere Bruder des Regisseurs und Songwriters Kenneth Webb, schrieb die Musik zu mehr als 300 Filmen. An der Columbia University studierte Webb erst Kunst, später Musik. Der aus einer begüterten Familie stammende Webb komponierte bereits während seiner Studienzeit Musik für Aufführungen auf dem Campus, die er zusammen mit seinem Bruder inszenierte. Webb diente im Ersten Weltkrieg und begann nach seiner Rückkehr, am Broadway als Texter zu arbeiten. Durch eine Zusammenarbeit mit dem Broadway-Produzenten Lew Fields lernte Webb den Komponisten Max Steiner kennen, mit dem er bei vielen Projekten zusammenarbeitete und mit dem ihn eine lebenslange Freundschaft verband. 1925 komponierte er das offizielle Football-Lied der Columbia University Roar, Lion, Roar. 
Mit dem Aufkommen des Tonfilms ging Webb nach Hollywood und begann bei RKO Pictures, als „musical director“ zu arbeiten. Bei RKO arbeitete Webb mit Steiner zusammen, der ebenfalls nach Hollywood gegangen war. Als man bei RKO beschloss, fortan keine Musicals mehr zu produzieren, verloren die beiden Komponisten ihre Anstellung.
Steiner arbeitete ein Konzept aus, um Filmhandlungen musikalisch zu untermalen und wurde bei RKO als Chef der Musikabteilung wieder eingestellt. Das Erste, was Steiner daraufhin bewirkte, war die Wiedereinstellung von Roy Webb. Während Steiner 1936 zu Selznick International wechselte, blieb Webb als Steiners Nachfolger bis zum Jahr 1955, als das Studio geschlossen wurde, musikalischer Leiter bei RKO.
1961 wurden sämtliche Partituren Webbs durch einen Brand in seinem Haus vernichtet, und der konsternierte Komponist schrieb danach keine einzige Note mehr. Dem Musikwissenschaftler Christopher Palmer (1946–1995) gelang es, einen Großteil von Webbs’ Arbeit zu rekonstruieren, da einige Kopien von Webbs Kompositionen in RKO-Archiven erhalten geblieben sind.
Roy Webb erlag mit 94 Jahren einem Herzinfarkt.

## Oscar-Nominierungen
Roy Webb wurde insgesamt sieben Mal für den Oscar für die beste Filmmusik nominiert: 1937 wurde er erstmals für Quality Street nominiert. Im Jahr 1940 für Meine Lieblingsfrau, einer Screwballkomödie mit Irene Dunne und Cary Grant, 1942 für Meine Frau, die Hexe, einer Fantasykomödie mit Veronica Lake und Fredric March und Joan of Paris, einem Kriegsdrama mit Michèle Morgan in der Titelrolle, 1943 für The Fallen Sparrow, einem Spionagethriller mit Maureen O’Hara und John Garfield, 1944 für Alarm im Pazifik, einem Kriegsfilm mit Susan Hayward und John Wayne, sowie 1945 für Mit den Augen der Liebe, einem Melodram mit Dorothy McGuire und Robert Young.

## Werk als Filmkomponist
Insgesamt komponierte Webb die Filmmusik zu über 350 Produktionen, außerdem war er Musikdirektor bei über 100 weiteren Produktionen. Seine wohl profiliertesten Soundtracks lieferte er für Film noirs und Horrorfilme. Webb komponierte unter anderem die Musik für Klassiker wie Jacques Tourneurs Katzenmenschen, Alfred Hitchcock Berüchtigt und Mr. und Mrs. Smith, sowie Howard Hawks Leoparden küßt man nicht und – bis auf drei – für alle Filme, die von dem legendären Horrorproduzenten Val Lewton für RKO produziert wurden. 
Im Gegensatz zu den berühmtesten Hollywood-Komponisten seiner Zeit wie beispielsweise Max Steiner, deren teils bombastische Soundtracks Aufmerksamkeit auf sich zogen, bevorzugte Webb eher zurückhaltende und das Filmgeschehen untermalende Musik. Wenn es etwa um das Unterlegen von Dialogen mit Filmmusik ging, galt er neben Hugo Friedhofer als der beste Hollywood-Komponist seiner Ära. Doch durch die relative Unauffälligkeit seiner Soundtracks wurde Webbs Name nie sonderlich geläufig und man sah ihn lange Zeit nur als verlässlichen „Handwerker“. Später, unter anderem durch den Einsatz des Biografen Christopher Palmer, wurde die Qualität seiner Filmmusik wiederentdeckt.

## Filmografie (Auswahl)
- 1935: Der Untergang von Pompeji (The Last Days of Pompeii)
- 1935: Jahrmarkt der Eitelkeiten (Becky Sharp)
- 1935: Sylvia Scarlett
- 1936: Der Pflug und die Sterne (The Plough and the Stars)
- 1937: Quality Street
- 1938: The Renegade Ranger
- 1938: Leoparden küßt man nicht (Bringing Up Baby)
- 1938: Room Service (Room Service)
- 1938: Next Time I Marry
- 1939: Nur dem Namen nach (In Name Only)
- 1937: Bühneneingang (Stage Door)
- 1940: Meine Lieblingsfrau (My Favorite Wife)
- 1940: Abe Lincoln in Illinois (Abe Lincoln in Illinois)
- 1940: Fräulein Kitty (Kitty Foyle)
- 1941: Tom, Dick und Harry (Tom, Dick and Harry)
- 1941: Mr. und Mrs. Smith (Mr. & Mrs. Smith)
- 1941: Mary und der Millionär (The Devil and Miss Jones)
- 1942: Der Glanz des Hauses Amberson (The Magnificent Ambersons)
- 1942: Katzenmenschen (Cat People)
- 1942: Meine Frau, die Hexe (I Married a Witch)
- 1942: Die Flotte bricht durch (The Navy Comes Through)
- 1943: Flight for Freedom
- 1943: Ich folgte einem Zombie (I Walked with a Zombie)
- 1943: The Fallen Sparrow
- 1943: Hitler’s Children
- 1943: Harte Burschen – steile Zähne (A Lady Takes a Chance)
- 1943: Ohne Rücksicht auf Verluste (Bombardier)
- 1943: Von Agenten gejagt (Journey into Fear)
- 1943: The Ghost Ship
- 1943: The Leopard Man
- 1944: Mit Büchse und Lasso (Tall in the Saddle)
- 1944: Alarm im Pazifik (The Fighting Seabees)
- 1944: Ledernacken (Marine Raiders)
- 1944: Experiment in Terror (Experiment Perilous)
- 1944: Das siebte Kreuz (The Seventh Cross)
- 1944: Murder, My Sweet
- 1945: Mit den Augen der Liebe (The Enchanted Cottage)
- 1945: Der Leichendieb (The Body Snatcher)
- 1945: Cornered
- 1945: Sing Your Way Home
- 1946: Die Wendeltreppe (The Spiral Staircase)
- 1946: Berüchtigt (Notorious)
- 1946: Land der Banditen (Badman’s Territory)
- 1947: Goldenes Gift (Out of the Past)
- 1947: Im Kreuzfeuer (Crossfire)
- 1947: Fremde Stadt (Magic Town)
- 1947: Sindbad der Seefahrer (Sinbad the Sailor)
- 1947: Liebe in Fesseln (Cass Timberlane)
- 1948: Nacht in der Prärie (Blood on the Moon)
- 1949: Das unheimliche Fenster (The Window)
- 1949: Panik um King Kong (Mighty Joe Young)
- 1949: Holiday Affair
- 1949: Die Goldräuber von Tombstone (Bad Men of Tombstone)
- 1949: Der Kampf um den Sonora-Pass (Roughshod)
- 1950: Hölle am weißen Turm (The White Tower)
- 1950: Die schwarze Lawine (The Secret Fury)
- 1950: Endstation Mord (Gambling House)
- 1950: Das Brandmal (Branded)
- 1951: Der letzte Angriff (Fixed Bayonets!)
- 1951: Hard, Fast and Beautiful
- 1952: Die Söhne der drei Musketiere (At Sword’s Point)
- 1952: Arena der Cowboys (The Lusty Men)
- 1952: Vor dem neuen Tag (Clash by Night)
- 1952: Der tote Zeuge (Operation Secret)
- 1953: Houdini, der König des Varieté (Houdini)
- 1954: Unter zwei Flaggen (The Raid)
- 1954: Spur in den Bergen (Track of the Cat)
- 1955: Marty
- 1955: Der gelbe Strom (Blood Alley)
- 1955: Der Mann aus Kentucky (The Kentuckian)
- 1956: Playboy – Marsch, marsch! (The Girl He Left Behind)